# خوان كاستانيدا
خوان كاستانيدا (بالإسبانية: Juan Castañeda)‏ هو مبارز بالسيف إسباني، ولد في 18 أكتوبر 1980.